# Bredaryd
För andra betydelser, se Bredaryd (olika betydelser).
Bredaryd är en tätort i Värnamo kommun, kyrkby i Bredaryds socken, i Jönköpings län.
Orten ligger vid Länsväg 152 och länsväg 153 samt vid järnvägslinjen Halmstad-Nässjö, tidigare en del av Halmstad-Nässjö Järnvägar.

## Befolkningsutveckling
| Befolkningsutvecklingen i Bredaryd 1960–2020 | Befolkningsutvecklingen i Bredaryd 1960–2020 | Befolkningsutvecklingen i Bredaryd 1960–2020 | Befolkningsutvecklingen i Bredaryd 1960–2020 | Befolkningsutvecklingen i Bredaryd 1960–2020 |
| -------------------------------------------- | -------------------------------------------- | -------------------------------------------- | -------------------------------------------- | -------------------------------------------- |
|                                              |                                              |                                              |                                              |                                              |
| År                                           |                                              |                                              | Folkmängd                                    | Areal (ha)                                   |
| 1960                                         | 1960                                         |                                              | 746                                          |                                              |
| 1965                                         | 1965                                         |                                              | 1 134                                        |                                              |
| 1970                                         | 1970                                         |                                              | 1 299                                        |                                              |
| 1975                                         | 1975                                         |                                              | 1 359                                        |                                              |
| 1980                                         | 1980                                         |                                              | 1 414                                        |                                              |
| 1990                                         | 1990                                         |                                              | 1 516                                        | 192                                          |
| 1995                                         | 1995                                         |                                              | 1 461                                        | 194                                          |
| 2000                                         | 2000                                         |                                              | 1 462                                        | 200                                          |
| 2005                                         | 2005                                         |                                              | 1 440                                        | 200                                          |
| 2010                                         | 2010                                         |                                              | 1 466                                        | 199                                          |
| 2015                                         | 2015                                         |                                              | 1 549                                        | 220                                          |
| 2020                                         | 2020                                         |                                              | 1 537                                        | 221                                          |
|                                              |                                              |                                              |                                              |                                              |

## Samhället
I Bredaryd ligger Bredaryds kyrka. Bredaryd har ett stort varuhus: Smålänningens Marknad, en möbelaffär, ICA Nära, en asiatisk restaurang som heter Bambu, Bredaryds Pizzeria samt Bredaryds Wärdshus.

## Näringsliv
Flera stora industrier är belägna i området.

### Bankväsende
Bredaryds sparbank grundades 1873. Den uppgick 1967 i Finnvedens sparbank som senare blev en del av Swedbank.
Smålands enskilda bank hade ett kontor i Bredaryd åtminstone från början av 1920-talet. Denna uppgick långt senare i Nordea.
Nordea stängde kontoret år 2011. Den 4 december 2015 stängde även Swedbank varefter Bredaryd stod utan bank.

## Evenemang
Bredaryds marknad är en årlig marknad sedan 1984. En annan årlig tradition är Kulturdagen i Bredaryd som anordnas i början av maj.

## Idrott
Bredaryd har en fotbollsklubb, Bredaryd Lanna IK  och en orienterings- och skidklubb, Bredaryds SOK.